# Edometro
L'edometro è un'apparecchiatura utilizzata per effettuare prove edometriche su un campione di terreno.
Schematicamente l'edometro è un contenitore costituito da un anello rigido ed impermeabile e da due basi porose, all'interno del quale viene posto un campione di terreno. Per effettuare una prova edometrica si impone un carico verticale, che viene aumentato con progressione geometrica dopo che le sovrapressioni provocate dal precedente incremento di sforzo si sono dissipate.

## Equazioni governanti
L'edometro può essere considerato un caso particolare di apparecchio triassiale, nonostante le notevoli differenze costruttive. Particolarità dell'edometro è infatti la deformazione laterale impedita a causa della presenza dell'anello rigido. Le condizioni all'interno dell'edometro sono assialsimmetriche, il legame costitutivo è quindi regolato da:
{\displaystyle {\begin{bmatrix}{\dot {\varepsilon _{a}}}\\{\dot {\varepsilon _{r}}}\end{bmatrix}}={\begin{bmatrix}C_{aa}&C_{ar}\\C_{ra}&C_{rr}\end{bmatrix}}{\begin{bmatrix}{\dot {\sigma '_{a}}}\\{\dot {\sigma '_{r}}}\end{bmatrix}}}
dove i pedici a ed r indicano rispettivamente le direzioni assiale e radiale. Con la condizione {\displaystyle {\dot {\varepsilon _{r}}}=0} si ha:
{\displaystyle {\dot {\sigma '_{r}}}=-{\frac {C_{ra}}{C_{rr}}}{\dot {\sigma '_{a}}}}
{\displaystyle {\dot {\varepsilon _{a}}}=\left(C_{aa}-{\frac {C_{ar}C_{ra}}{C_{rr}}}\right){\dot {\sigma '_{a}}}}

## Utilizzo delle prove
Date le condizioni al contorno imposte, assenza di deformazioni e filtrazione in direzione radiale, l'edometro è una delle apparecchiature più diffuse nei laboratori geotecnici in quanto riproduce le condizioni del terreno in sito. In particolare i risultati delle prove edometriche possono essere interpretati secondo la teoria della consolidazione monodimensionale.